# Isaac II Ángelo
Isaac II Ángelo (Griego: Ισαάκιος Β’ Άγγελος, Isaakios II Angelos) (septiembre de 1156 - Constantinopla, 12 de enero de 1204), emperador bizantino entre 1185 y 1195 y nuevamente entre 1203 y 1204.
Su padre Andrónico Ducas Ángelo (c. 1222 - d. 1185), comandante militar en Asia Menor, casado con Euphrosyne Kastamonitissa (c. 1125 - d. 1195), era hijo de Constantino Ángelo (c. 1085 - d. julio de 1166), almirante de Sicília, casado c. 1120 con Teodora Comnena Porfirogéneta (5 de enero de 1096/1097 - ?), la hija menor del emperador Alejo I Comneno, e Irene Ducaena, lo que convertía a Isaac en miembro del clan imperial.

## Ascenso
Un funesto oráculo le reveló a Andrónico que su poder peligraba ante alguien cuyo nombre empezaba por Is-, lo que asoció inmediatamente al usurpador Isaac Comneno de Chipre. Sin embargo, el oráculo dijo que esto ocurriría en un plazo muy breve de tiempo, apenas dos semanas. Evidentemente, Isaac no tenía tiempo material de llegar desde Chipre hasta Constantinopla y arrebatarle el trono. De modo que, apremiado por su desalmada mano derecha, Esteban Hagiocristoforites, en las primeras horas del 11 de septiembre de 1185 Andrónico mandó una patrulla a arrestar a Isaac Ángelo,  entonces un noble insignificante emparentado con el clan Comneno que se había rebelado en 1184 en Bitinia, pero que, tras ser perdonado, vivía en la ciudad. Hagiocristoforites se presentó en la casa de Isaac con un pelotón de hombres armados. Este, sabiendo que le esperaba una muerte inmerecida, saltó de la cama, tomó su espada, montó un caballo y salió medio vestido, tomando al enemigo por sorpresa. Hagiocristoforites no tuvo ni tiempo de sacar su arma porque Isaac, con un espadazo, le partió la cabeza en dos. Luego arremetió contra los sicarios, que huyeron atemorizados.
Tras esto, y demostrando una gran intuición de cómo se debía tratar con el populacho —poco apoyo podía esperar de la aristocracia, ya que era cruel, y constantemente imponía sobre ella su autoridad—, se abalanzó en plena noche hacia Santa Sofía, pidiendo el asilo que la tradición concedía a los homicidas e implorando a grito pelado perdón por la fechoría. Se arrancó la poca ropa que llevaba y los pelos de la barba, mostrando su espada todavía ensangrentada y, mientras pedía piedad, proclamó que había actuado para defender su vida, recordándoles a todos los desmanes del muerto. Entretanto, Andrónico llamó a Isaac para que acudiera a su presencia a la mañana siguiente. 
En Santa Sofía se fueron reuniendo todos los agraviados por el Emperador, que buscaron consuelo y venganza en Isaac, cuyo padre descendía por línea femenina de Alejo I Comneno y por tanto era un candidato perfecto para el trono. Una gran multitud se atrincheró para defenderlo, y se empezó a murmurar que había que acabar con el tirano. Isaac Ángelo se dirigió al pueblo y lo enardeció para combatir contra el despotismo de Andrónico con las siguientes palabras: 

¿Por qué tememos? ¿Por qué estamos obedeciendo? Nosotros somos muchos, y él es uno sólo. Nuestro aguante es el único vínculo de nuestra servidumbre.

## Primer reinado
Isaac II se proclamó emperador después de derrocar a Andrónico I Comneno. En seguida fortaleció su posición organizando matrimonios dinásticos en 1185 y 1186. Casó a su sobrina, Eudoxia Angelina con Esteban I Nemanjić, hijo de Esteban Nemanja de Serbia. Teodora, hermana de Isaac, se casó con Conrado de Montferrato. En enero de 1186 Isaac se casó con Margarita de Hungría (renombrada Maria), hija del rey Bela III.
Isaac empezó su reinado con una victoria sobre el rey normando de Sicilia, Guillermo II, el 7 de noviembre de 1185, quien había invadido los Balcanes con 80.000 hombres y 200 barcos.
La atención del Emperador se dirigió luego al este, donde varios usurpadores pretendían reclamar el trono. En 1189, el emperador del Sacro Imperio Romano Germánico, Federico I Barbarroja solicitó, y obtuvo permiso para llevar a sus tropas de la Tercera Cruzada a través del Imperio bizantino, pero tan pronto como cruzó la frontera, Isaac estableció una alianza con Saladino. En venganza, Barbarroja ocupó Filipópolis y derrotó a un ejército bizantino de 3.000 hombres.
Los siguientes cinco años estuvieron ocupados en continuas guerras con Bulgaria. A pesar de un prometedor comienzo, tuvieron poco efecto, y en la batalla de Tryavna de 1190, Isaac apenas si pudo escapar con vida. Otra derrota aún mayor sufrieron en la batalla de Arcadiópolis de 1194. Mientras se preparaba para una nueva ofensiva en 1195, su hermano Alejo III Ángelo se proclamó emperador y fue reconocido por los soldados. Isaac fue cegado y apresado en Constantinopla.

## Segundo reinado
Fue restablecido por la Cuarta Cruzada en 1203 y gobernó con su hijo Alejo IV Ángelo hasta que Alejo Ducas Murzuflos los asesinó en prisión, proclamándose emperador con el nombre de Alejo V.

## Reputación histórica
Isaac II tiene la reputación de ser uno de los príncipes más fracasados de los que ocuparon el trono bizantino. Rodeado por una multitud de esclavos, amantes y aduladores, permitió que su imperio fuera administrado por sus favoritos indignos, mientras que despilfarró el dinero destinado a sus provincias, en edificios costosos y regalos caros a las iglesias de su ciudad. Durante su reinado, el imperio perdió Lefkada, Cefalonia, Zante ante los normandos en 1185. En el mismo año, el Imperio Búlgaro fue restaurado después de la rebelión de los hermanos Asen y Pedro y Bizancio perdió así Mesia y parte de Tracia y Macedonia. Después, Cilicia fue retomada por los armenios y Chipre arrebatada al imperio por los francos.

## Familia
La identidad de la primera esposa de Isaac II se desconoce, pero su nombre, Herina (es decir, Eirene), se encuentra en la necrológica de la catedral de Speyer, donde su hija Irene está enterrada. (Hay que señalar, sin embargo, que habría sido muy raro que una madre y su hija tuvieran el mismo nombre, a menos que el nombre de la madre fuera monástico). La esposa de Isaac pudo haber sido un miembro de la familia Paleólogo. También se le ha dado a ella un posible origen extranjero, por tener el mismo nombre que su hija. Su tercer hijo nació en 1182 o 1183 y ya estaba muerta o divorciada en 1185, cuando Isaac se volvió a casar. Sus hijos fueron: 
- Ana Eufrosina Angelina; puede haber sido la segunda esposa de Román el Grande.
- Irene Angelina, casada con Roger III de Sicilia, y en segundo lugar a Felipe de Suabia.
- Alejo IV Ángelo.

En su segunda esposa, Margarita de Hungría (que tomó el nombre de bautismo "María"), II, Isaac tuvo dos hijos: 
- Juan Ángelo (Kalojan) [cita requerida] (ca. 1193 -. D. 1259). Emigró a Hungría, donde casó, y reinó como príncipe de Szerém (Syrmia) y Comes de Keve (Bacs) (1227-1242) como un vasallo del rey Béla IV de Hungría.
- Manuel Ángelo (nacido después de 1195 - d. 1212)

| Predecesor: Andrónico I Comneno | Emperador del Imperio bizantino 1185 - 1195                           | Sucesor: Alejo III Ángelo |
| Predecesor: Alejo III Ángelo    | Emperador del Imperio bizantino 1203 - 1204 junto con Alejo IV Ángelo | Sucesor: Alejo V Ducas    |